# 凯尔·哈第

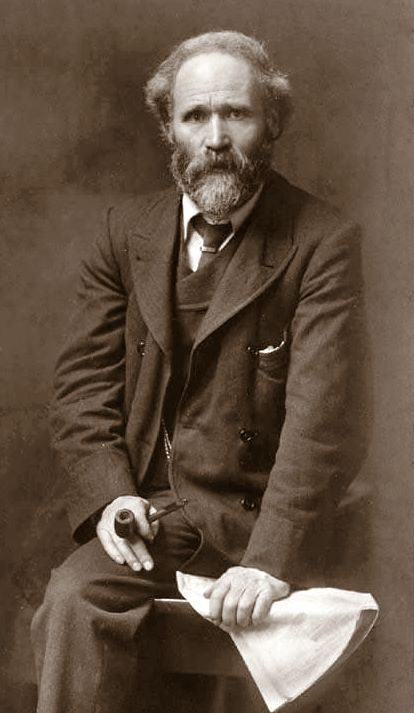
凯尔·哈第

詹姆斯·凯尔·哈第（英語： 1856年8月15日—1915年9月26日）苏格兰工会领导人和政治家。英国工党创始人，1906年至1908年担任工党首位领导人。

## 生平
哈第出生于苏格兰拉纳克郡，7岁开始工作，10岁起在拉纳克郡煤矿工作。此后，他成为了一位有才华的公共演说家，并被选为矿工们的代言人。1879年，哈第当选为矿工工会的领导人并组织了全国会议。 随后，他领导了1880年拉纳克郡和1881年艾尔郡的矿工罢工。同时，他通过在新闻行业工作以弥补收入的不足。1886年，哈第担任艾尔郡矿工工会的全职工会领导人。
哈第最初支持威廉·格莱斯顿的自由党，但后来认定工人阶级需要建立属于自己的政党。1888年，他首次以独立身份参加议会选举，同年协助组建了苏格兰工党。1892年，以独立候选人的身份赢得了西汉姆南的英格兰议会席位，并于次年协助组建了独立工党。虽然1895年暂时落选，但1900年在南威尔士梅瑟蒂德菲尔再次当选议员。同年，他协助成立了以工会为基础的劳工代表委员会，后来改名为工党。
1906年大选后，哈第被选为工党第一位议会领袖。他于1908年辞职，转而支持阿瑟·亨德森，并在后来几年中以特定原因进行竞选活动，例如妇女参政、印度的自治和反对第一次世界大战。1915年，哈第在尝试组织反战者总罢工时逝世。哈第被视为工党历史上的关键人物，并且有众多传记叙述其生平。肯尼思·O·摩根称他为“工党最伟大的先驱和英雄”。